# Jacob Tappe

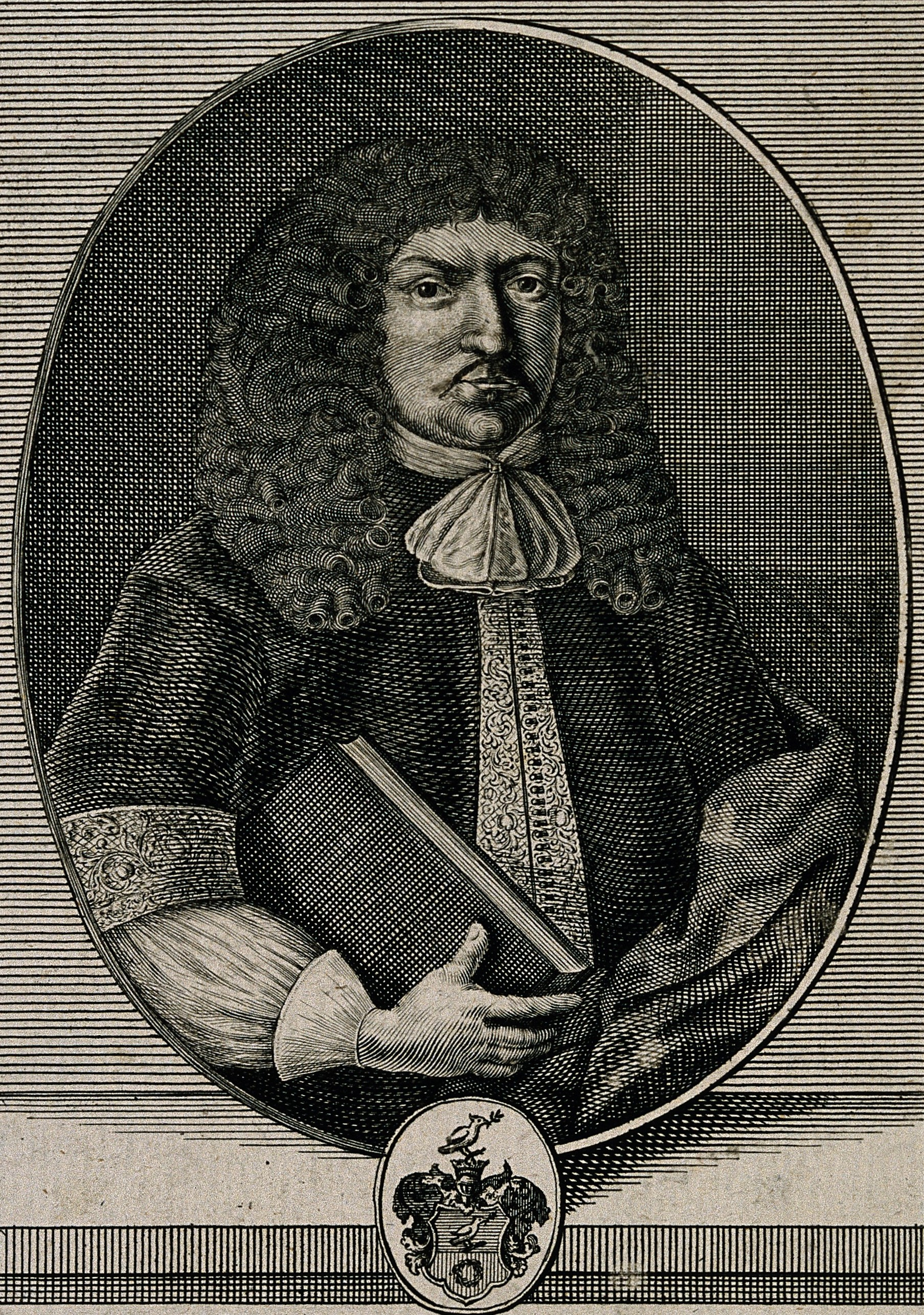
Jacob Tappe

Jacob Tappe (latinisiert Jacobus Tappius; * 15. August 1603 in Hildesheim; † 10. Oktober 1680 in Helmstedt) war ein deutscher Mediziner.

## Leben
Jacob Tappe wuchs in Wedtlenstedt bei Braunschweig als Sohn des gleichnamigen Vaters Jacob Tappe, Pastor zu Wedtlenstedt und Vechelde, und dessen Frau Margarethe, geborene Kersten, auf. Er besuchte nach Versetzung seines Vaters Schulen in Schöningen und Halle. Im Jahr 1621 schrieb er sich in die Matrikel der Academia Julia Carolina ein. Dort studierte er zunächst Theologie und ab 1623 schließlich Medizin.
1632 wurde Tappe zum Doktor der Medizin promoviert und im gleichen Jahr zum Professor der Medizin ernannt. Dieses Amt übte er bis zu seinem Tod im Jahr 1680 aus. Nur im Jahr 1625/26 unterbrach er seine 59-jährige Zugehörigkeit zur Julia Carolina während der zeitweiligen Auflösung der Universität wegen Pest und Kriegswirren.
Als im Dezember 1650 Anton Ulrich, Sohn des Herzogs August II. von Braunschweig-Wolfenbüttel und dessen späterer Nachfolger, zu einer öffentlichen Zeremonie in Helmstedt anreiste, beherbergte Tappe ihn und sein Gefolge in seinem Haus.
Im folgenden Jahr ernannte ihn Herzog August zu dessen Leibarzt, zum „Rath und Leib-Medicus von Haus aus“. Dabei behielt er seine Lehrtätigkeit in Helmstedt und war lediglich verpflichtet, auf Anforderung schriftliche Ratschläge zu erteilen, deren Ausführung dem Hofmedikus der Wolfenbütteler Residenz übertragen wurde.
Bemerkenswert, auch noch aus heutiger Sicht, ist Tappes Schrift „Oratio De Tabaco Ejusque Hodierno Abusu“ aus dem Jahr 1653, in der er sich entschieden gegen das Tabakrauchen ausspricht.

## Schriften (Auswahl)
- Disputatio Inauguralis Medica De Ictero Flavo. 1649.
- Disputatio Inauguralis Medica De Febre Quartana Intermittente. 1649.
- Oratio De Tabaco Ejusque Hodierno Abusu. 4 Auflagen: 1653, 1660, 1673, 1689. (Digitalisat, Bayerische Staatsbibliothek)
- Dissertatio De Ritibus Profanis Et Sacris Quibus Veteris Infantes Suos in Eorum Natalis, Vel Paulo Post Initiarunt. 1655.
- Disputatio Inauguralis Medica De Ileo. 1664.